# روبرت بورتر ألين
روبرت بورتر ألين (بالإنجليزية: Robert Porter Allen)‏ هو عالم طيور أمريكي، ولد في 24 أبريل 1905 في ساوث ويليامزبورت في الولايات المتحدة، وتوفي في 28 يونيو 1963 في Tavernier, Florida ‏ في الولايات المتحدة.